# Lotus Turbo Challenge 2
Lotus Turbo Challenge 2 è un simulatore di guida sviluppato dalla Magnetic Fields e pubblicato dalla Gremlin Graphics nel 1991 per Amiga, Atari ST, Acorn Archimedes e, con il titolo Lotus Turbo Challenge, per Sega Mega Drive. Il gioco è il seguito di Lotus Esprit Turbo Challenge (non uscito per Mega Drive); vengono introdotte la modalità a pieno schermo per un giocatore e le condizioni climatiche come pioggia o neve. Il videogame è uno dei primi a supportare la modalità a due giocatori fra due Amiga collegati con cavo seriale, ognuno dei quali dotato della propria copia del software. La serie continua con Lotus: The Ultimate Challenge.

## Automobili disponibili
- Lotus Esprit Turbo SE Rossa.
- Lotus Elan SE Gialla.

## Piste disponibili
Di seguito sono elencate i tracciati presenti nel gioco con le varie tipologie.
- 1 Foresta, pozze d'acqua e alberi in strada.
- 2 Corsa notturna in città, curve strette visibilità ridotta.
- 3 Campagna con nebbia fitta, pozze di olio e acqua visibilità molto ridotta.
- 4 Tracciato sulla neve, lastre di ghiaccio e rocce in pista.
- 5 Deserto, cumuli di sabbia e arbusti, molte salite e discese.
- 6 Città, macchine in senso contrario, incroci pericolosi.
- 7 La palude, pozze d'acqua e d'olio, corsie ridotte e arbusti, curve strette e veloci, power-up tempo extra necessari da raccogliere.
- 8 Tempesta, pioggia fitta e tracciato allagato, rocce e molti altri ostacoli, power-up turbo necessari da raccogliere.